# Tati Valdés
Crisanto García Valdés (Mieres, Asturias, España, 15 de marzo de 1947-Gijón, Asturias, España, 14 de febrero de 2009), conocido como Tati Valdés, fue un futbolista y entrenador español. Jugaba de centrocampista y desarrolló toda su carrera deportiva en el Real Sporting de Gijón, equipo con el que disputó, en catorce temporadas, un total de 357 encuentros y anotó 45 goles, 21 de los cuales fueron en Primera División.

## Trayectoria
Dio sus primeros pasos en el mundo del fútbol en dos conjuntos de su localidad natal, el San Pablo y el Caudal Deportivo, donde compartió vestuario con el cantante Víctor Manuel. A los diecisiete años, en 1965, se incorporó al Real Sporting de Gijón, debutando en octubre de 1965 en un partido de Segunda División frente a la S. D. Indauchu.
A partir de ese momento, se convirtió en un fijo en todas las alineaciones del equipo, vivió el ascenso a Primera División de la temporada 1969-70, el descenso de la 1975-76 y el posterior regreso a la máxima categoría en la campaña 1976-77. Se retiró de la práctica del fútbol profesional en 1979 tras catorce años en el Sporting, con el que llegó a anotar un total de 45 goles en 357 partidos. Tras su retirada permaneció en el equipo como asistente, segundo entrenador e, incluso, como entrenador del Sporting Atlético. También fue técnico del U. P. Langreo y, finalmente, ojeador para el Sporting hasta que la entrada en el proceso concursal del club en 2005 acabó con esta vinculación.

## Clubes

### Como jugador
| Club                   | País   | Año       |
| ---------------------- | ------ | --------- |
| Caudal Deportivo       | España | 1963-1965 |
| Real Sporting de Gijón | España | 1965-1979 |

### Como entrenador
| Club              | País   | Año            |
| ----------------- | ------ | -------------- |
| Sporting Atlético | España | 1980 1985-1986 |
| U. P. Langreo     | España | 1991           |